# Italian Line

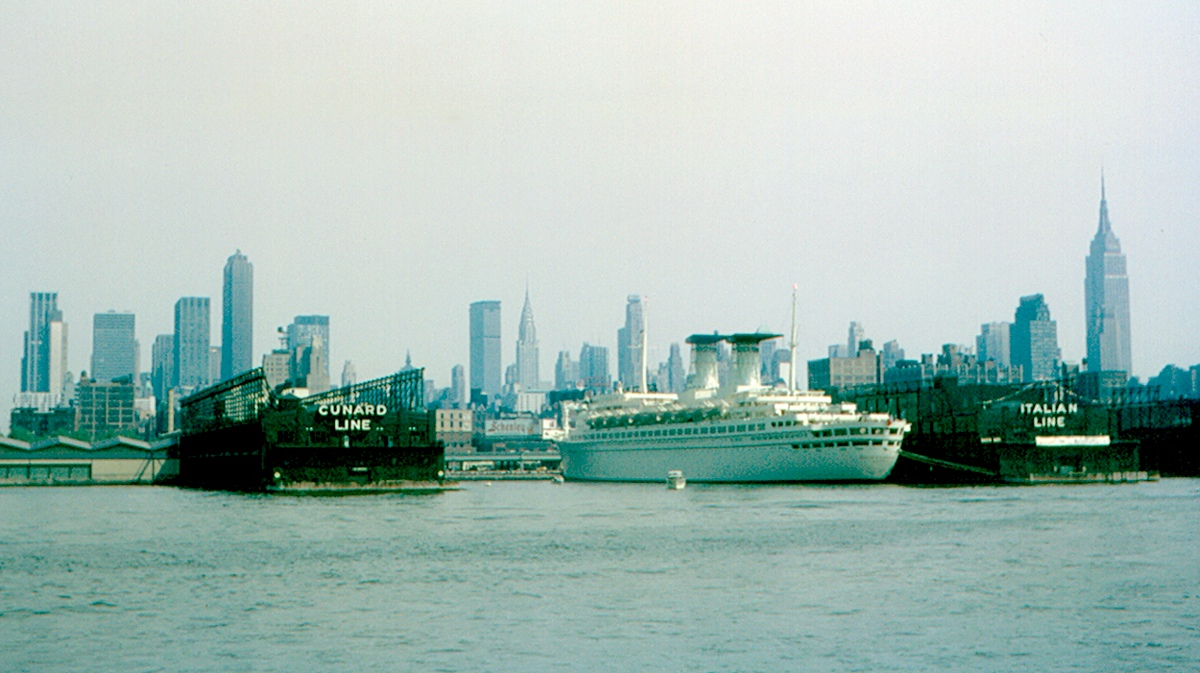
Le paquebot Michelangelo amarré au terminal de l'Italian Line à New York (Chelsea Piers) en 1965. A gauche, le terminal de la Cunard Line.

L’Italian Line (Italia di Navigazione en italien) est une compagnie maritime italienne fondée en 1932 par la fusion de grandes compagnies italiennes à la demande du gouvernement : elle s'appelle alors l'Italia Flotte Reunite et comprend la Navigazione Generale Italiana, la Lloyd Sabaudo et la Cosulich Line.

## Histoire
En 1936, elle devient l'Italian Line. La compagnie possède nombre de paquebots historiques italiens : le Roma, l’Augustus, le Rex, le Conte di Savoia et l’Andrea Doria.
En 2002, la firme est vendue à CP Ships, puis en 2005 à la TUI AG qui la fusionne avec la Hapag-Lloyd.